# Vuelo 103 de Yeti Airlines
El vuelo 103 de Yeti Airlines fue un vuelo de pasajeros nepalí que se estrelló en la aproximación final al Aeropuerto Tenzing-Hillary de la ciudad de Lukla, al este de Nepal, el 8 de octubre de 2008, con un resultado de  18 víctimas mortales. El avión, un De Havilland Canada DHC-6 Twin Otter, registrado como 9N-AFE y operado por Yeti Airlines, había partido del Aeropuerto Internacional de  Katmandú.

## Aeronave
El de Havilland Canada DHC-6 Twin Otter accidentado realizó su vuelo inaugural en 1980 con Bristow Helicopters. El avión entró en servicio en Nepal en 1997, operado por Lumbini Airways. En 1998 Yeti Airlines lo adquirió. En 2006 fue objeto de un incidente al chocar contra una valla al aterrizar en el aeropuerto de Bajura. También estuvo involucrado en otro incidente, al salirse de la pista en el aeropuerto de Surkhet en 2007.

## Pasajeros y tripulación
Hubo 18 víctimas mortales, casi todas ellas turistas, de las cuales 12 eran alemanes y dos australianos. También fallecieron cuatro nepalíes, dos pasajeros y dos miembros de la tripulación. El único superviviente fue Surendra Kunwar, el comandante de la aeronave, que fue rescatado de los restos poco después del accidente y trasladado a Katmandú para recibir tratamiento de emergencia. 
Posteriormente sufrió problemas psicológicos y fue ingresado en un hospital psiquiátrico para su recuperación.
| Nacionalidad | Fallecidos | Fallecidos  | Supervivientes | Supervivientes | Total |
| Nacionalidad | Pasajeros  | Tripulación | Pasajeros      | Tripulación    | Total |
| ------------ | ---------- | ----------- | -------------- | -------------- | ----- |
| Nepal        | 2          | 2           | –              | 1              | 5     |
| Alemania     | 12         | –           | 0              | –              | 12    |
| Australia    | 2          | –           | 0              | –              | 2     |

## Accidente
El aeropuerto Tenzing-Hillary es el acceso principal a la región del Monte Everest en Nepal, y las maniobras de aterrizaje son notoriamente difíciles, ya que la pista dispone de solo 460 m de longitud y 20 m de ancho, con una pronunciada pendiente y una senda de aproximación en ascenso.
Debido a las malas condiciones meteorológicas, con una densa niebla, el piloto perdió el contacto visual con la pista. Sin embargo, intentó la aproximación, al no haber sistemas de aterrizaje por instrumentos en Lukla. El avión llegó demasiado bajo y desviado a la izquierda, lo que provocó que se estrellara en un lateral de la pista, quedando el tren de aterrizaje atrapado en una valla perimetral en los terrenos del aeropuerto.

## Investigación
Después del accidente se formó una comisión para investigar las causas. Pero no fue hasta 2017, cuando The Aviation Herald publicó una copia del informe final, que se tomó en consideración la gravedad del suceso. El informe culpó a la tripulación de la mala interpretación de los datos meteorológicos, al desconocer la rapidez en la evolución de los cúmulos de nubes, que ya se había notificado en vuelos previos. Otros factores que contribuyeron fueron que la "Autoridad de Aviación Civil de Nepal" y Yeti Airlines no realizasen una supervisión óptima de los pilotos que se desviaban de los procedimientos operativos normalizados; también el hecho de que el personal del "Servicio Automático de Información de Vuelo" no cerrara el aeropuerto como resultado de una sobrecarga de trabajo; y, finalmente, que Yeti Airlines priorizase la rentabilidad económica frente a la seguridad, lo que llevaba a una capacitación inadecuada de las tripulaciones.

## Consecuencias

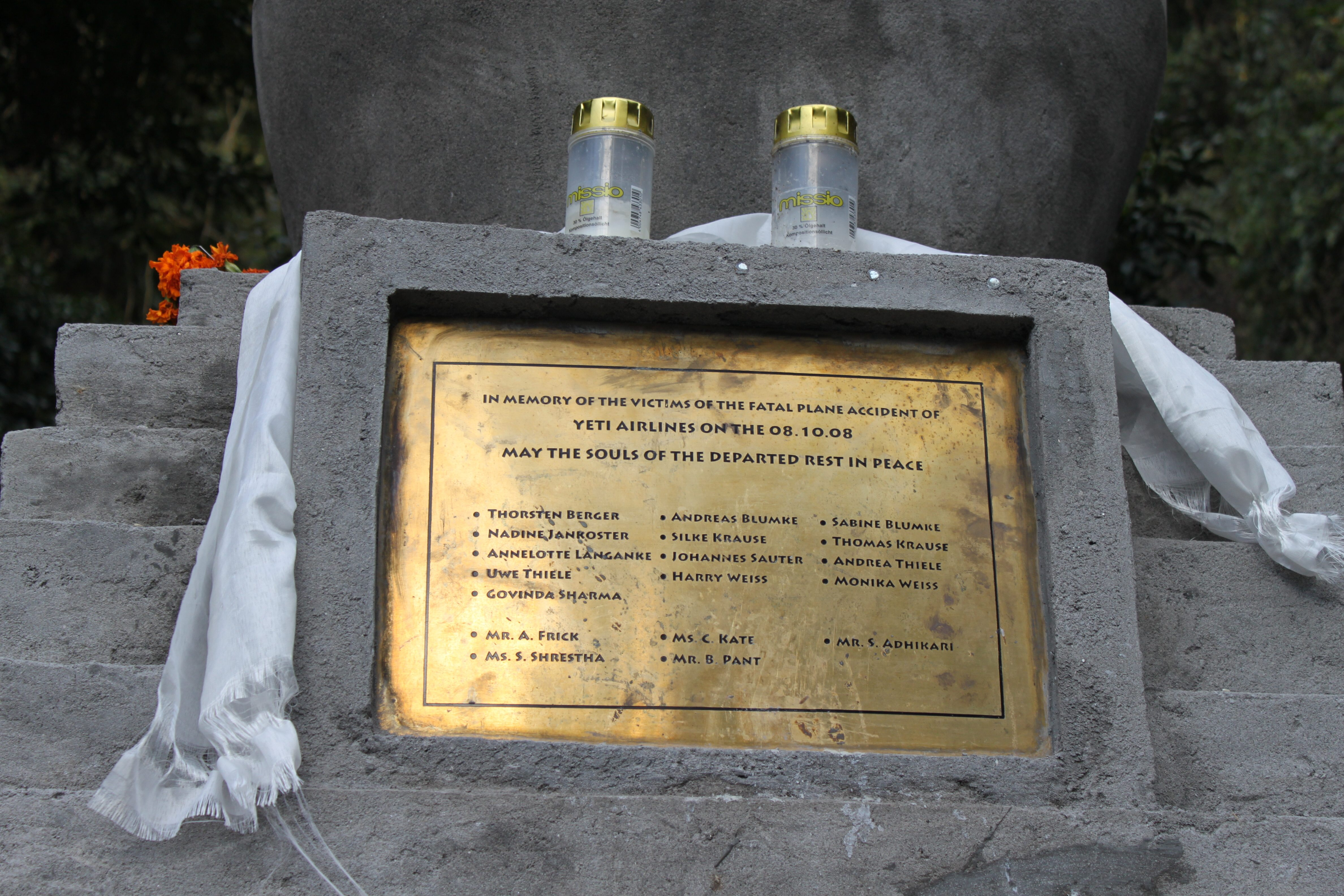
Placa en recuerdo de las víctimas del vuelo 103

Después de la publicación del informe se mejoraron las normas de seguridad en el aeropuerto de Lukla y se restringieron los aterrizajes con malas condiciones atmosféricas.
En las proximidades del lugar del accidente se colocó una placa en recuerdo de las víctimas y la población local celebra su memoria todos los años el 8 de octubre.